# Currywurst

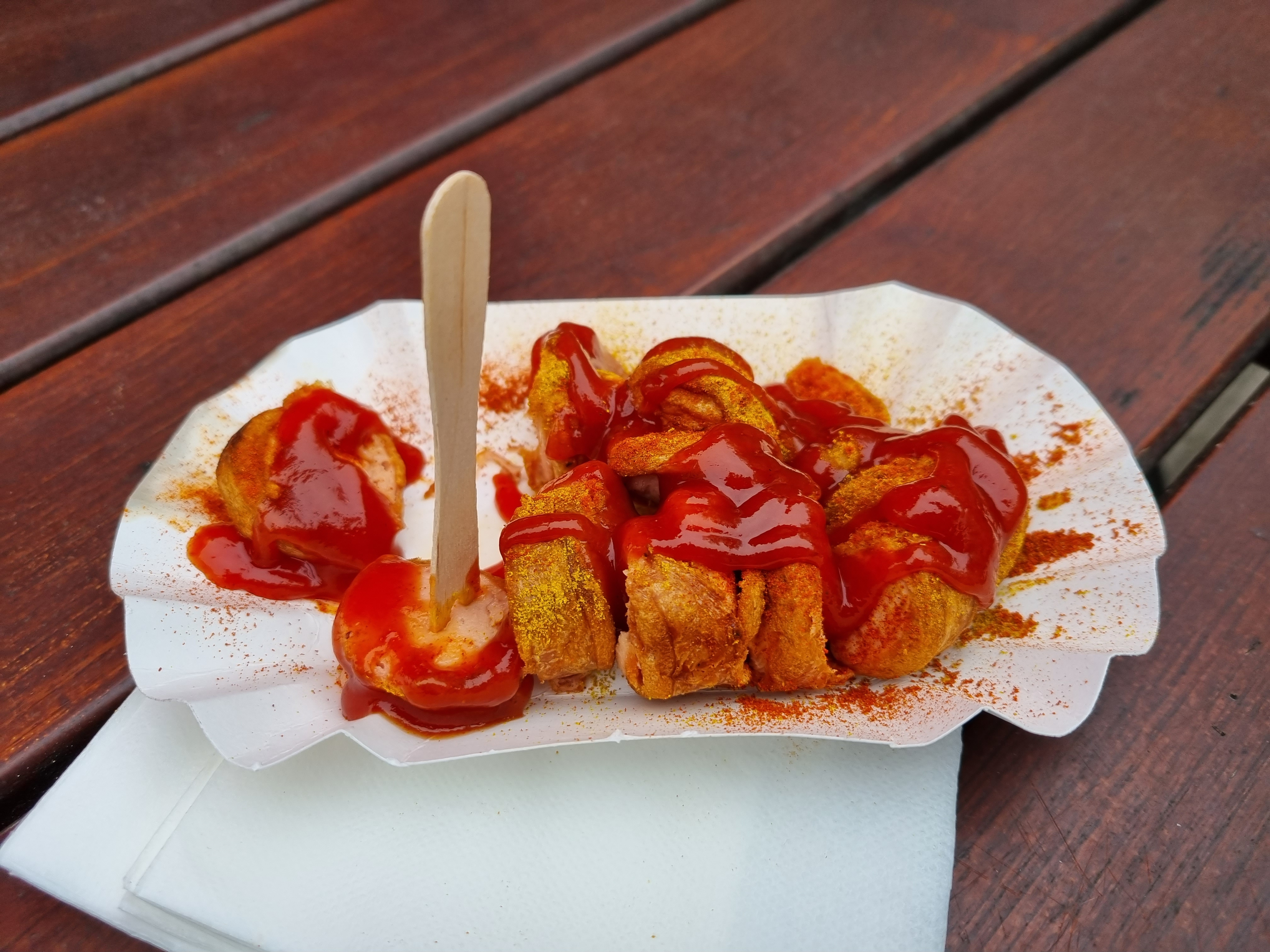
Currywurst in Pappschale

Die Currywurst [ˈkʰœ.ʀiˌvʊʁst] (Anhörenⓘ) ist ein Gericht aus Brat- oder anderer Brühwurst, die ganz oder geschnitten mit einer tomatenhaltigen Sauce und Currypulver oder mit einem Curry-Ketchup serviert wird. Das Gericht wird der deutschen Küche zugerechnet.
Bei den Würsten handelt es sich meist um feine, vorgegarte Brühwürste mit oder ohne Darm. Heutzutage ist auch die Verwendung herkömmlicher Bratwürste weit verbreitet. Serviert wird das seit Ende der 1940er Jahre bekannte Gericht vor allem in der Imbissgastronomie. Es ist außerdem ein beliebtes Angebot in deutschen Betriebskantinen und auch als Fertiggericht für Privathaushalte erhältlich. Als Currywurst werden unabhängig davon auch Würste bezeichnet, bei denen Currypulver als Zusatz im Brät enthalten ist.
In Deutschland wurden 2013 rund 800 Millionen Currywürste verzehrt. Currywurst, in Kombination mit Pommes frites, war im Jahr 2020 zum 28. Mal in Folge beliebtestes Kantinenessen in Deutschland, wurde aber 2021 durch Spaghetti Bolognese abgelöst.

## Geschichte

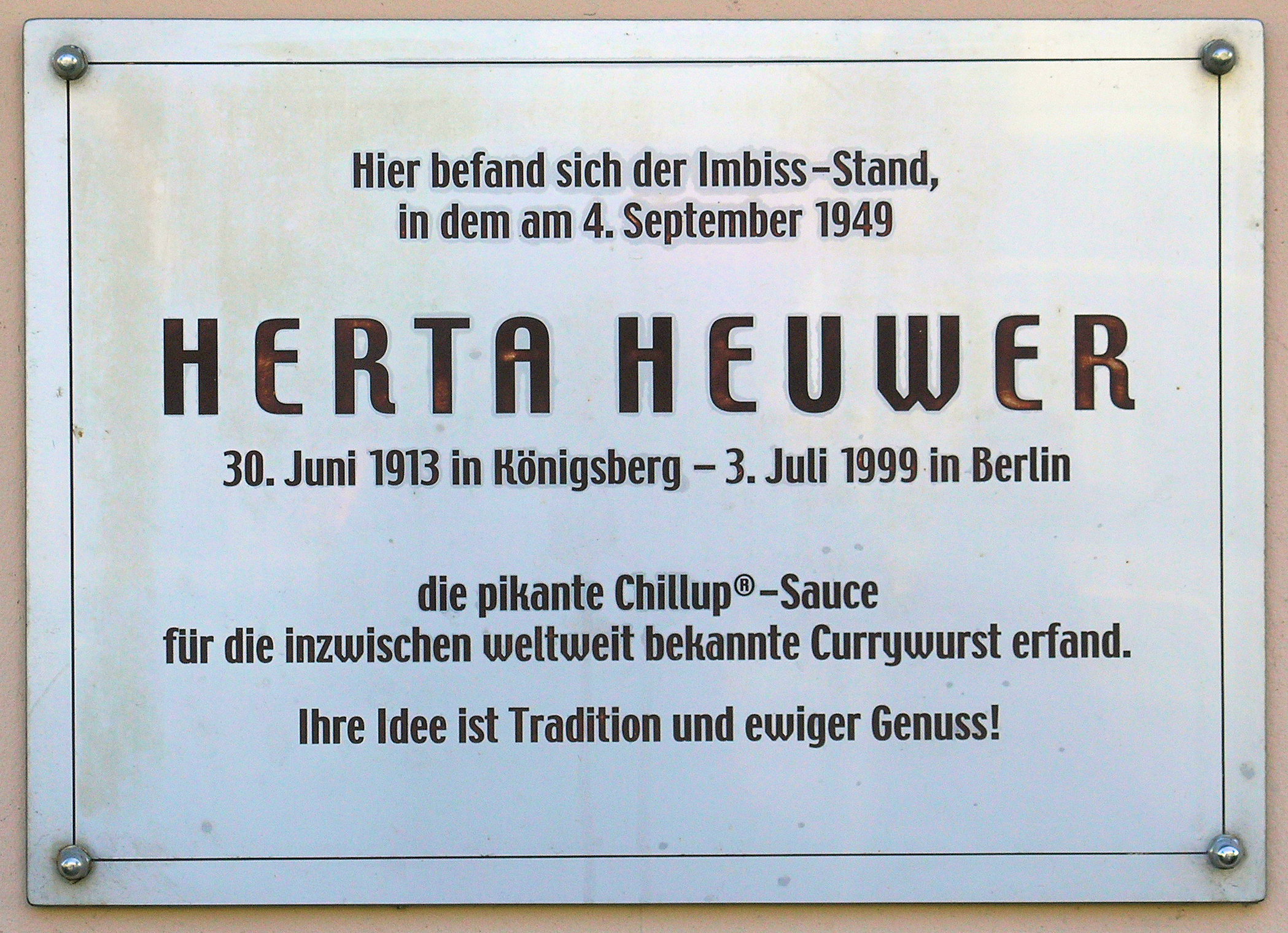
Gedenktafel für Herta Heuwer in Berlin-Charlottenburg

Weit verbreiteter Auffassung gemäß ist die Currywurst in der Zeit nach dem Zweiten Weltkrieg in Berlin entstanden. Die Gastronomin Herta Heuwer, die seit dem Sommer 1949 einen Imbissstand an der Kant- Ecke Kaiser-Friedrich-Straße im Berliner Ortsteil Charlottenburg betrieb, nahm für sich in Anspruch, die typische Currywurstsauce am 4. September 1949 erstmals kreiert und zur gebratenen Wurst serviert zu haben. Damit habe sie die Currywurst erfunden.
Nach dem im August 2024 erschienenen Buch von Tim Koch und Gregor Lauenburger Alles Currywurst – oder was?: Die ganze Wahrheit über das Kultobjekt" soll bereits 1936, also 13 Jahre vor Herta Heuwer, der Duisburger Peter Hildebrand die Idee gehabt haben, Tomatensauce mit Currypulver zu würzen. Als Beweis führen die beiden Autoren unter anderem an, dass die Hamburger Gewürzmühle, einer der größten Gewürzhändler der damaligen Zeit, ihnen bestätigte, Peter Hildebrand damals beliefert zu haben.  Allerdings sei dem gebürtigen Niederländer die Vermarktung seines Produkts durch die Nationalsozialisten erschwert worden, so dass die Currywurst ihren Siegeszug erst nach dem Krieg angetreten habe, als Hildebrand im gesamten Duisburger Stadtgebiet Imbissbuden eröffnete.
Herta Heuwer versah ihr Berliner Geschäft später mit Anschriften wie: „1. Currywurst-Braterei der Welt“ und „Eine von uns erdachte Berliner Spezialität“ und ließ sich 1959 die Wort-Bild-Marke „Chillup“ für ihre Sauce eintragen – eine Zusammenziehung von Chili und Ketchup, verzeichnet am 21. Januar 1959 auf Anmeldung vom 21. Februar 1958 unter der Nummer 721319 als Warenzeichen für „Spezial-Sosse“[sic!] in der Zeichenrolle des Deutschen Patentamts – Heuwer bezeichnete das unzutreffend als „Patent“. Die Firma Kraft (→ Mondelēz) soll sich nach Darstellung Heuwers erfolglos bei ihr um das Rezept und das Markenrecht bemüht haben. Heuwer bestand zeitlebens darauf, weder Ketchup noch eine fertige Würzmischung verwendet, sondern die Sauce mit Tomatenmark angerührt und mit einzelnen Gewürzen sorgfältig abgeschmeckt zu haben. Im hohen Alter hatte sie zahlreiche Fernsehauftritte und ließ sich als „Erfinderin der Currywurst“ feiern. Das 2009 in Berlin eröffnete und bis Dezember 2018 bestehende Deutsche Currywurst Museum folgte dieser Sichtweise. Am 29. Juni 2003 wurde am ehemaligen Standort ihres Imbisses (→ Kantstraße 101; heute ein asiatischer Supermarkt) eine Gedenktafel von der damaligen Bezirksbürgermeisterin Monika Thiemen zu Ehren Herta Heuwers enthüllt.
Heuwer kann die Entwicklung der Currywurst jedoch nicht ganz für sich allein beanspruchen. Zum einen erscheinen gewisse Details ihrer Darstellung nicht plausibel. Sie wollte sich genau erinnern, dass es am 4. September 1949, als sie ihre Sauce zum ersten Mal anrührte, ausgiebig regnete, wogegen es nach den Wetteraufzeichnungen ein trockener Tag gewesen sein soll. Zum anderen ist vor allem die Rolle des Schlachters Max Brückner aus Johanngeorgenstadt im Erzgebirge zu berücksichtigen. Dieser war nach Kriegsende nach West-Berlin gekommen, hatte mit einigen Mitarbeitern aus der Heimat einen Betrieb in Berlin-Spandau gegründet und verfügte über ein selbstentwickeltes Verfahren zur Herstellung von Wurst ohne Darm, die als Spandauer ohne Pelle zu Bekanntheit gelangte. Er tat sich Anfang der 1950er Jahre mit dem ebenfalls aus dem Erzgebirge stammenden Frank Friedrich zusammen. Das von ihnen aufgebaute Unternehmen Maximilian besteht noch. Auf älteren Versionen der Website befanden sich ausführliche Darstellungen der Unternehmensgeschichte und der Zusammenarbeit mit Herta Heuwer. Demnach führten Heuwers „erste Saucenkreationen“ 1949 noch zu keinem großen Erfolg. Erst zusammen mit Frank Friedrich habe sie das endgültige Rezept entwickelt, das sie von da an in ihrem Imbiss verkauft habe. Allerdings wird in dieser Darstellung betont, dass die Currywurst als Gericht Heuwers Erfindung war, denn die Idee zur Saucenzugabe sei ihre gewesen.

„Hat Herta Heuwer die Currywurst erfunden? Da bestehen heute keine Zweifel mehr, dass dem so war. Die Verbindung darmlose ‚Spandauer ohne Pelle‘ und ihr Gedanke diese mit einer eigenen Würzsauce, einem Ketchup zu verbinden ist eindeutig ihre Idee. Für den geschmacklichen Erfolg hingegen ist in Abstimmung mit Herta Heuwer Frank Friedrich, der heutige Senior und damalige Juniorpartner des Firmengründers Max Brückner verantwortlich, der die finale geschmackliche Abstimmung der Wurst und der Sauce verantwortete.“

Der Erfolg von Brückners Wurst ohne Darm/Pelle war der Notlage der Nachkriegszeit zuzuschreiben. Naturdarm war nach dem Zweiten Weltkrieg Mangelware. Zur Wurstherstellung wird das Brät (Fleisch-/Fettmasse) in einen Darm gepresst und steift dort aus. So erhält die Wurst ihre Form. Mit der Herstellungsmethode von Brückner erhielt die Wurst ohne Darm ihre Form. Erster Kunde war die Familie Jankowitz aus Spandau. Die Spandauer ohne Pelle kam zusammen mit der beliebten Tomatensoße (nach Herta Heuwers Vorbild) gut an. Später, als andere Imbissverkäufer diese Wurst verkauften, setzte sich der Name Currywurst ohne Darm durch.
Während 2024 in Berlin das 75-jährige Jubiläum der Berliner Currywurst gefeiert wird, feiert man in Duisburg 2026 bereits den 90. Geburtstag.

## Varianten
Currywurst wird regional unterschiedlich zubereitet. Teilweise wird die Soße erwärmt, teilweise mit Currypulver gewürzt. Die Konsistenz reicht von pastös bis dünnflüssig, in manchen Gegenden oder einzelnen Imbissbuden ist sie schlichter Ketchup.

### Berliner Currywurst

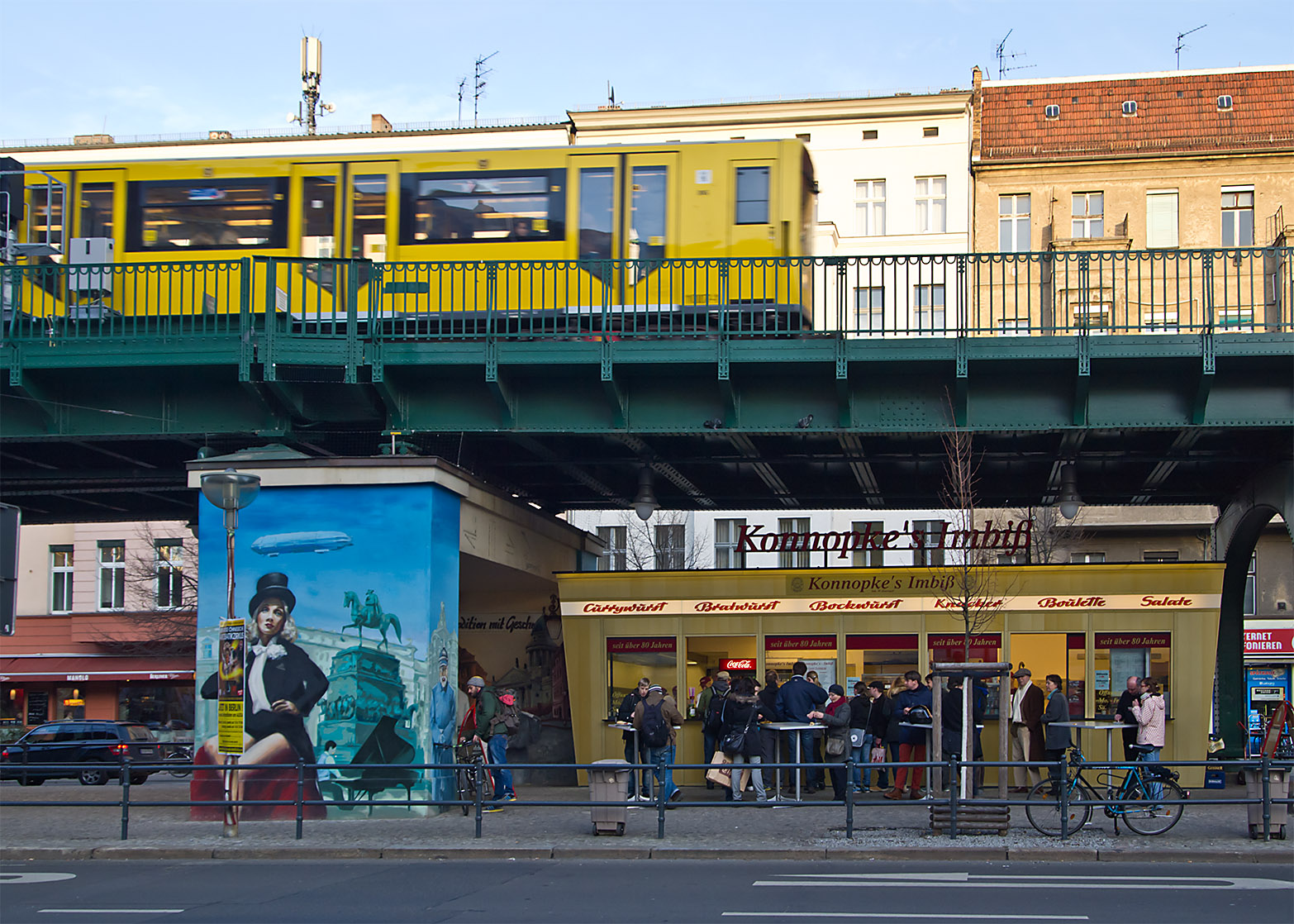
Konnopke’s Imbiß in der Schönhauser Allee in Berlin-Prenzlauer Berg

Bei der Berliner Currywurst als Element der Berliner Küche gibt es zwei grundlegende Varianten: mit oder ohne Darm. Die Würste ohne Darm sind walzenförmig und von weißlicher Farbe, vergleichbar den bayrischen Wollwürsten. Anforderungen zur Beschaffenheit der Berliner Currywurst wurden bereits 1951 zwischen den Berliner Behörden und der Fleischerinnung abgesprochen; daraus ergab sich eine sogenannte Berliner Verkehrsauffassung, die später von der zuständigen Landesbehörde festgeschrieben und am 20. August 1967 in der Allgemeinen Fleischer-Zeitung veröffentlicht wurde. Dieser Auffassung zufolge, die Jahrzehnte später in Berlin anerkannt war, muss als Wurst eine feine, nicht gepökelte und nicht geräucherte Bratwurst mittlerer Qualität mit einem maximalen Fremdwasserzusatz von fünf Prozent verwendet werden. Einfache Qualitäten oder andere Würste dürfen daher nicht als Currywurst angeboten werden, sondern beispielsweise als Bratwurst mit Curry oder Dampfwurst mit Curry.

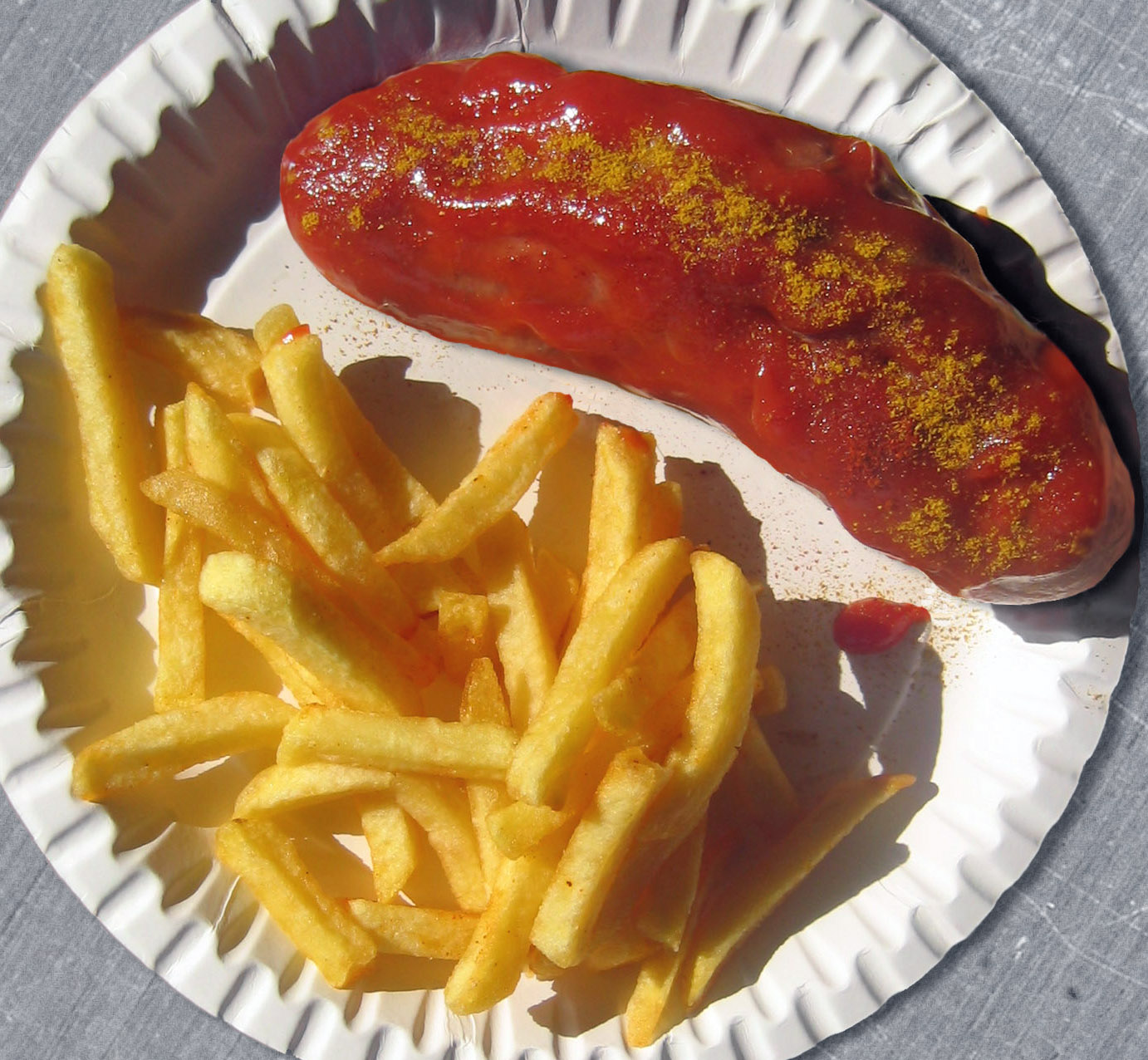
Currywurst mit Pommes frites

Beide Varianten werden zuerst im Ganzen gebraten, wobei sie meist in einer Fettwanne etwa zur Hälfte mit heißem Fett bedeckt sind. Bei der Abgabe wird die Wurst von Hand in mundgerechte Stücke geschnitten – einige traditionelle Imbissstände wie Krasselt’s Imbiß in Berlin-Steglitz servieren Currywurst nur mit einem schrägen Schnitt. Dabei sind beide Wursthälften mit einem Holzpieker versehen. Abschließend wird die Wurst mit der Sauce übergossen und reichlich mit Currypulver bestreut (oder umgekehrt). Auf Wunsch werden noch Cayennepfeffer (Bestellung: „scharf“ oder „extra scharf“) oder zerstoßene getrocknete Chilischoten (Bestellung: „mit Körnern“) hinzugefügt. Die Zugabe von Worcestersauce oder „scharfen Zwiebeln“ (gehackten rohen Zwiebeln mit Chili) kann gewünscht sein. Ein spezielles Ketchup auf Basis von Tomatenmark und Gewürzen wird häufig von den Standmitarbeitern selbst hergestellt und oft warm über die Wurststücke gegeben.
In den 1960er Jahren wurde die Currywurst in Ost-Berlin bekannt – unter anderem durch Konnopke’s Imbiß. Angeboten wurde zu DDR-Zeiten nur Currywurst ohne Darm; Bratwürste wurden schon vorher ohne Darm hergestellt. Serviert wurde die Wurst ungeschnitten am Stück mit Currypulver und kaltem dünnflüssigen Ketchup (oder kalter dickflüssiger Tomatensauce). Für den Verzehr mit den Fingern wurde ein Wurstende ohne Sauce belassen.
Die typische Beilage ist ein kleines weiches Brötchen, mit dem sich die Sauce besonders gut tunken lässt, eine Schrippe oder eine Scheibe ungetoastetes Toastbrot. Andere typische Beilagen sind Pommes frites, oftmals mit Mayonnaise, oder Bratkartoffeln.
Am 6. März 2020 wurde die Berliner Currywurst ohne Darm vom Deutschen Patent- und Markenamt als Geografische Herkunftsangabe 31 2017 001 169.4 eingetragen. Damit darf diese Art der Berliner Currywurst nur in Berlin hergestellt werden. Das Prüfverfahren dauerte dreizehn Jahre, da viele andere Produzenten auch von außerhalb produzieren wollten.

### Volkswagen-Currywurst

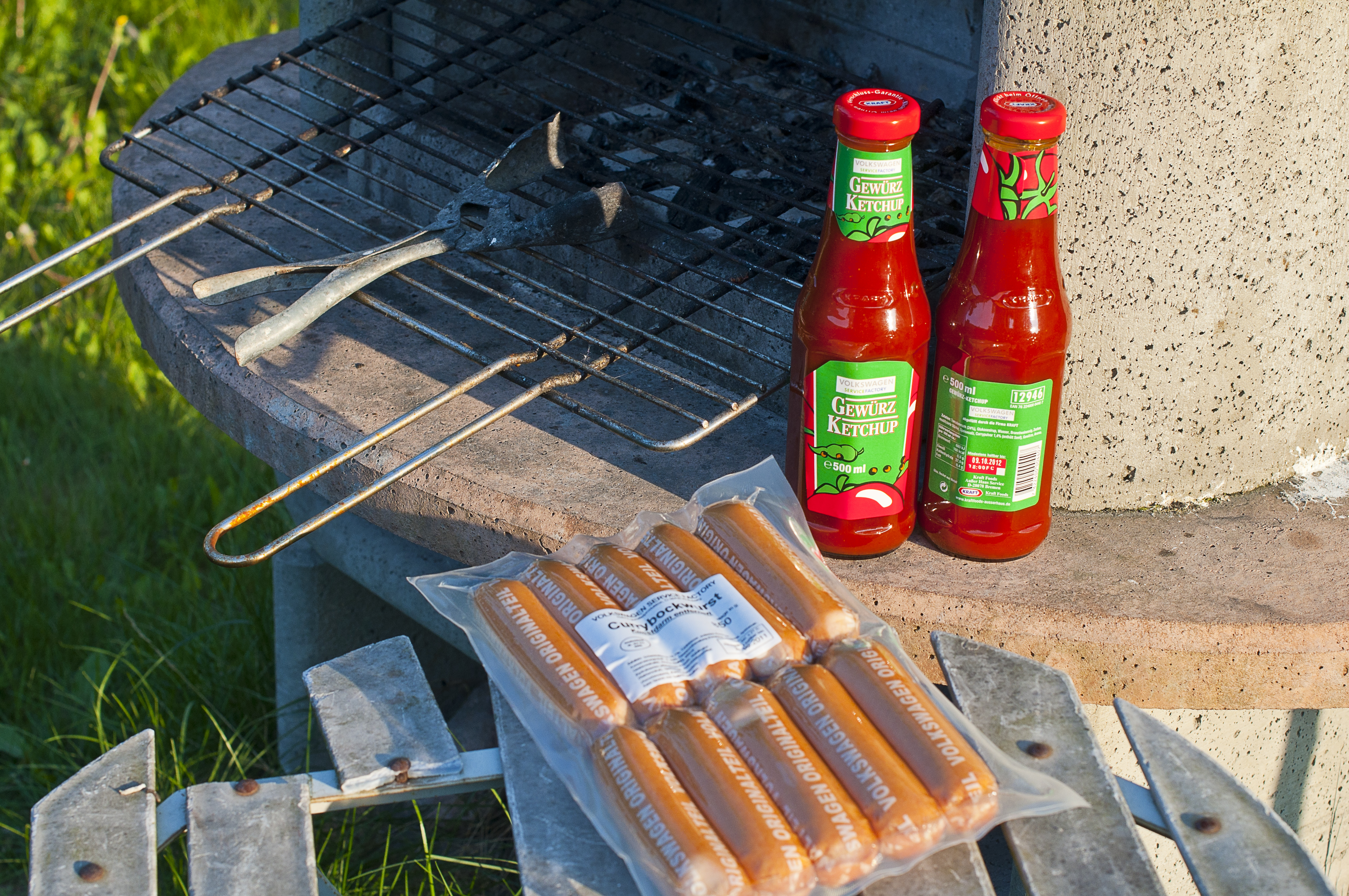
Volkswagen-Currybockwurst und
Curryketchup

Über die Werksgrenzen hinaus ist die Currywurst der Volkswagen-Kantinen in Wolfsburg bekannt. Die Currybockwurst wird seit 1973 zum Verzehr angeboten. 2014 stellte die VW-Fleischerei 6,3 Millionen Stück her. Die Wurst hat rund 20 Prozent Fettanteil und enthält weder Phosphate noch Milcheiweiß. Bei dieser Wurst ist das Brät selbst mit Curry gewürzt. Dieses wird mit Pfeffer dem Fleisch schon vor dem Räuchern und Garbrühen beigemischt. Auch in Supermärkten in Teilen Niedersachsens sind VW-Currywurst und VW-Gewürzketchup erhältlich.

### Fertiggericht

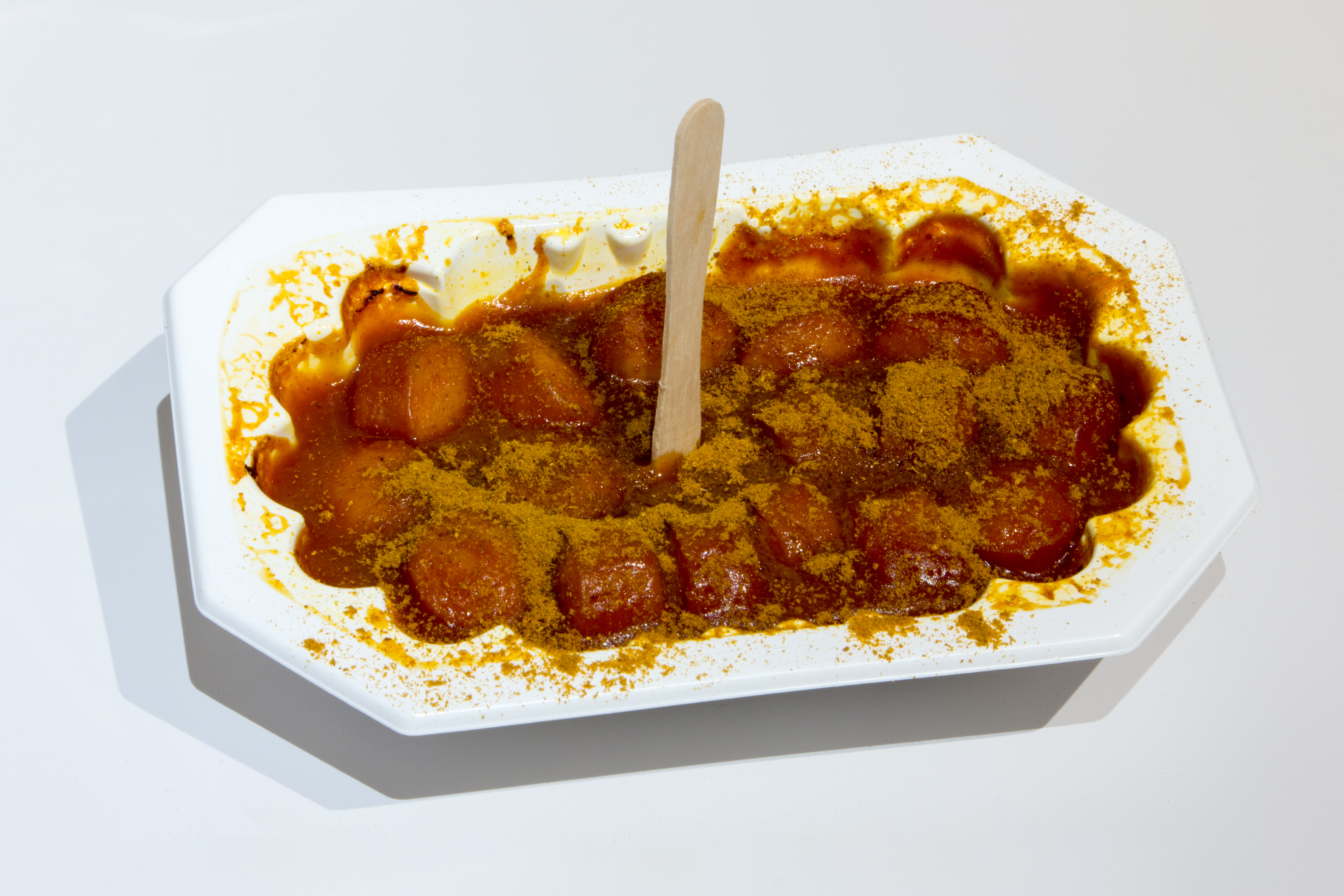
Currywurst als erwärmtes Fertiggericht in geöffneter Kunststoffverpackung

Currywurst ist auch als zubereitungsfertige Kühlkost im Handel erhältlich. Das erste Produkt dieser Art wurde vom Unternehmen Meica unter der Marke CurryKing im Sommer 2002 auf den Markt gebracht. Es erwies sich als sehr erfolgreich und trug schon nach kurzer Zeit signifikant zur Umsatzsteigerung im Marktsegment der gekühlten Snacks bei. Bereits 2003 waren dementsprechend vergleichbare Erzeugnisse von zahlreichen Mitbewerbern erhältlich. Die Currywurst liegt dabei zumeist in einer Kunststoffschale, die in der Form einer Imbiss-Pappschale nachempfunden ist und der eine Holzgabel beiliegt. Die Packung wird in der Mikrowelle oder im Wasserbad erhitzt. Vor dem Verzehr wird das Gericht mit dem beigefügten Currypulver bestreut.
Ebenfalls erhältlich sind konservierte Currywurstzubereitungen in Dosen, in Schraubgläsern und Plastikverpackungen.

### Currywurst im Ruhrgebiet

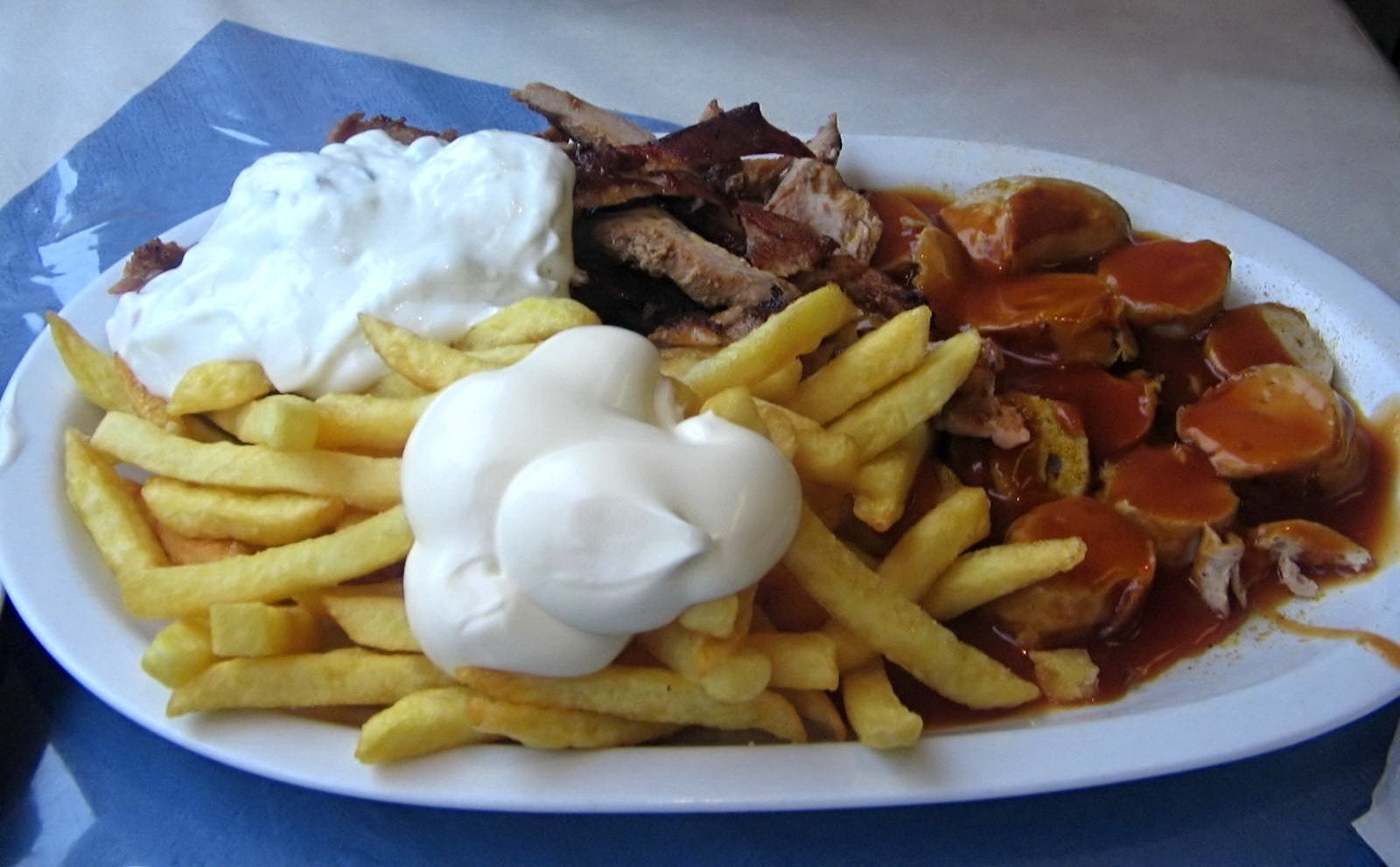
Taxiteller

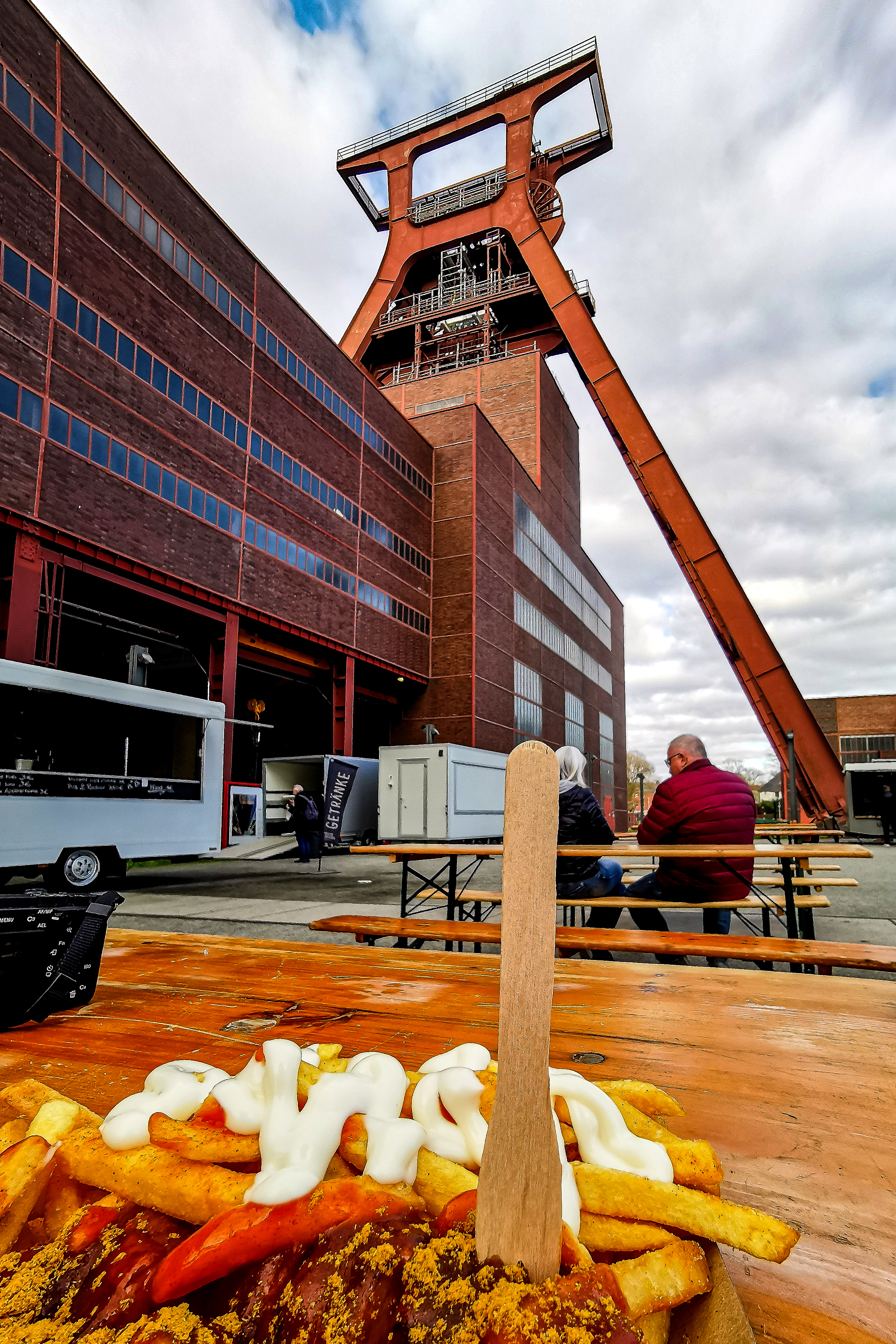
Mantaplatte auf Zeche Zollverein

Im Gegensatz zur Berliner Currywurst wird im Ruhrgebiet meistens Bratwurst statt Brühwurst serviert. Beliebte Beilagen zur Currywurst sind Pommes frites oder Brötchen. Currywurst mit Pommes frites, Ketchup und Mayonnaise (Pommes Schranke, weil rot/weiß) ist im Ruhrgebiet umgangssprachlich auch unter den Namen Manta-Platte oder Schimanski-Teller bekannt.

## Sonstiges

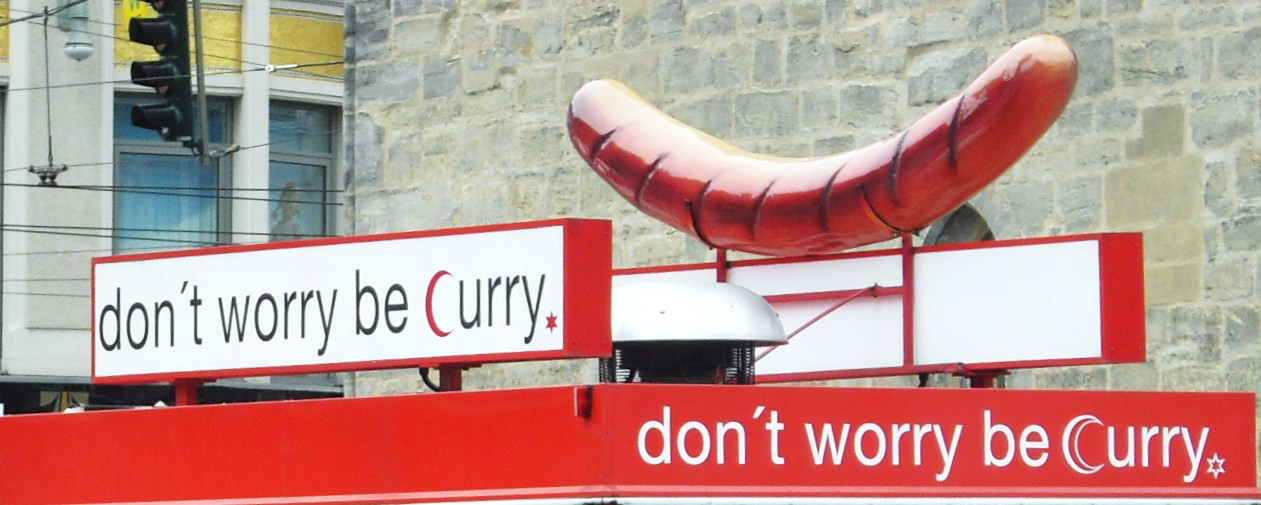
Currywurst-Reklame in einer deutschen Großstadt